# Список дипломатических миссий КНДР
Корейская Народно-Демократическая Республика в течение десятилетий поддерживала дипломатические отношения преимущественно со странами социалистического лагеря и с развивающимися государствами. В настоящее время наиболее тесные связи у этого государства установлены с Китайской Народной Республикой.

## Европа
- Австрия, Вена (посольство)
- Болгария, София (посольство)
- Великобритания, Лондон (посольство)
- Германия, Берлин (посольство)
- Италия, Рим (посольство)
- Польша, Варшава (посольство)
- Россия, Москва (посольство)
  - Нижний Новгород (почётное консульство)
- Румыния, Бухарест (посольство)
- Чехия, Прага (посольство)
- Швеция, Стокгольм (посольство)
- Швейцария, Берн (посольство)
- Беларусь, Минск (посольство)

## Азия
- Бангладеш, Дакка (посольство)
- Вьетнам, Ханой (посольство)
- Индия, Нью-Дели (посольство)
- Индонезия, Джакарта (посольство)
- Иран, Тегеран (посольство)
- Йемен, Сана (посольство)
- Камбоджа, Пномпень (посольство)
- Китай, Пекин (посольство)
  - Гонконг (генеральное консульство)
  - Шэньян (генеральное консульство)
- Кувейт, Эль-Кувейт (посольство)
- Лаос, Вьентьян (посольство)
- Ливан, Бейрут (посольство)
- Малайзия, Куала-Лумпур (посольство)
- Монголия, Улан-Батор (посольство)
- Непал, Катманду (посольство)
- Пакистан, Исламабад (посольство)
- Россия, Владивосток (генеральное консульство)
  - Хабаровск (консульство)
- Сингапур, Сингапур (посольство)
- Сирия, Дамаск (посольство)
- Таиланд, Бангкок (посольство)

## Америка
- Бразилия, Бразилиа (посольство)
- Куба, Гавана (посольство)
- Мексика, Мехико (посольство)
- Перу, Лима (посольство)

## Африка
- Гана, Аккра (консульство от посольства в Нигерии)
- Гвинея, Конакри (посольство)
- Египет, Каир (посольство)
- Демократическая Республика Конго, Киншаса (посольство)
- Ливия, Триполи (посольство)
- Нигерия, Абуджа (посольство)
- Танзания, Дар-эс-Салам (посольство)
- Уганда, Кампала (посольство)
- Экваториальная Гвинея, Малабо (посольство)
- Эфиопия, Аддис-Абеба (посольство)
- ЮАР, Претория (посольство)

## Международные организации
- ООН, Женева (постоянное представительство при ООН)
- ООН, Нью-Йорк (постоянное представительство при ООН)